# Carlos Licona
Carlos Licona est un boxeur mexicain né le 3 mars 1995 à Mexico.

## Carrière
Passé professionnel en 2014, il remporte le titre vacant de champion du monde des poids pailles IBF le 1er décembre 2018 après sa victoire aux points contre Mark Anthony Barriga. Licona est en revanche battu par DeeJay Kriel le 16 février 2019 par KO au 12e round.